# Словообразование в украинском языке
Словообразова́ние в украи́нском языке́ (укр. словотвір, деривація) опирается, как и в остальных славянских языках, главным образом на аффиксальный способ. Для имён при этом наиболее продуктивным типом аффиксации является суффиксация, для глаголов — префиксация. Среди других способов словообразования в украинском языке отмечаются (прежде всего, у имён существительных) словосложение (в том числе в сочетании с суффиксацией), конверсия (в основном субстантивация имён прилагательных) и аббревиация.

## Аффиксация
Способ аффиксации в украинском языке включает суффиксальное (суфіксальний словотвір), префиксальное (префіксальний словотвір) и префиксально-суффиксальное словообразование (суфіксально-префіксальний словотвір). В первом случае при образовании мотивированного (производного) слова к словообразовательной основе мотивирующего (производящего) слова добавляется в качестве форманта суффикс (суфiкс), в том числе нулевой: гарячий «горячий» → гаряченький «горяченький», писати «писать» → писання «писание», переходити «переходить» → перехід «переход»; во втором случае — префикс (префiкс): хто «кто» → ніхто «никто», в’язати «вязать» → прив’язати «привязать»; в третьем — сочетание префикса и суффикса: стіл «стол» → настільний «настольный», двiр «двор» → подвiр’я «подворье».

### Суффиксация
Значительное число словообразовательных суффиксов украинского языка имеет древнерусское происхождение и является общим для украинского, белорусского и русского языков. К этим суффиксам относятся такие морфемы, как -ин, -ик, -ич, -iв, -ськ-, -ств-, -ець-, -тель и другие: литвин «литвин», столик «столик», панич «паныч, барич», батьків «отцов», український «украинский», керівництво «руководство», по-німецьки «по-немецки», вихователь «воспитатель». Ряд суффиксов исконного происхождения отмечается только в украинском языке, например, -iнь, -ощ(i), -исько, -iй, -усь, -унок, -ун-: височiнь «высота, вышина», радощi «радость», пасовисько «пастбище», водiй «водитель», дiдусь «дедушка», рахунок «счёт», бабуня «бабушка». Часть суффиксов является заимствованием из других языков. В первую очередь к таким суффиксам относят интернационализмы, например, -ацij-, -iзм (-изм), -iст (-ист), -ер, -аж: колонізація «колонизация», аплікація «аппликация», соціалізм «социализм», грецизм «грецизм», комуніст «коммунист», турист «турист», майстер «мастер», монтаж «монтаж». Слова могут быть образованы помимо прочего при помощи составных суффиксов. Таких, как, например, -ерств- (-ер- и -ств-), -iвськ- (-iв- и -ськ-) и -ованiсть (-ова-, -нь- и -iсть): братерство «братство», львівський «львовский», заборгованiсть «задолженность». Словообразовательные аффиксы, сохраняющие связь со значением исходного слова, рассматриваются как суффиксоиды. В частности, -дцять в словах типа чотирнадцять «четырнадцать», вісімнадцять «восемнадцать», дев’ятнадцять «девятнадцать», и -роб в словах типа винороб «винодел», хлiбороб «хлебороб», маслороб «маслодел».
Имена существительные образуются при помощи суффиксации от субстантивных основ (ліс «лес» — лісник «лесник», вiтер «ветер» — вiтряк «ветряк»), от адъективных основ (чорний «чёрный» — чорнота «чернота», передовий «передовой» — передовик «передовик»), от глагольных основ (вчити «учить» — вчитель/учитель «учитель», покарати «наказать» — покарання «наказание», косити «косить» — косар «косарь»), изредка от основ других частей речи (в частности, от имени числительного п’ять «пять» — п’ятак «пятак»). Наиболее распространёнными суффиксами, с помощью которых образуются имена существительные, являются суффиксы -ник, -чик, -ець, -ар, -ач, -ик, -ок, -ак, -б-, -к-, -от-, -iсть и другие: працівник «рабочий, работник», наладчик «наладчик», фахівець «специалист», продавець «продавец», лiкар «врач», воротар «вратарь», бетоняр «бетонщик», перекладач «переводчик», листик «письмецо», садок «садик», спiвак «певец», боротьба «борьба», просьба «просьба», бджiлка «пчёлка», доброта «доброта», злочинність «преступность». В большинстве своём эти суффиксы отмечаются также в белорусском и русском языках. При этом продуктивность данных суффиксов в том или ином восточнославянском языке может быть разной. В частности, в украинском языке большей продуктивностью, нежели в других языках, обладают суффиксы -ач и -ник: читач «читатель», глядач «зритель», гірник «шахтёр», будiвник «строитель», залізничник «железнодорожник». Другие суффиксы, наоборот, менее продуктивны, например, -тель, при помощи которого чаще образуются имена существительные в русском языке — словам, называющим лиц мужского пола типа сеятель, преподаватель, деятель и т. п. в украинском языке нередко противопоставлены слова с тем же значением, образованные при помощи суффикса -ач: сiяч, викладач, дiяч и т. п.
В ряде случаев в словообразовании имён существительных участвует нулевой суффикс. Например, в словах зелень «зелень», синь «синь», шум «шум», вирiб «изделие», даль «даль», захiд «запад», схiд «восход». Мотивирующим словом при таком типе образования имён существительных выступают глаголы и, реже, имена прилагательные.
При образовании имён прилагательных в украинском языке часто используются такие суффиксы, как:
- у качественных прилагательных: -н-, -к-, -ат-, -аст-, -ист-, -уч-, -ав-, -ив-, -лив-, в том числе диминутивные суффиксы -еньк-, -iсiньк-, -усiньк- и аугментативный суффикс -езн- (смачний «вкусный», близький «близкий», бородатий «бородатый», зубастий «зубастый», урочистий «торжественный», багнистий «болотистый», дрімучий «дремучий», жагучий «жгучий», чорнявий «чернявый», гаркавий «картавый», красивий «красивий», правдивий «правдивый», щасливий «счастливый», тоненький «тоненький», чистенький «чистенький», справжнісінький «самый настоящий», тонюсiнький «тонюсенький», малюсiнький «малюсенький», височезний «высоченный», старезний «древний, ветхий»);
- у относительных прилагательных: -ин-, -ов-, -ев-, -альн-, -ельн-, -ан-, -н-, -ськ- (тополиний «тополиный», дубовий «дубовый», вишневий «вишнёвый», копіювальний «копировальный», будiвельний «строительный», дощаний «дощатый», вітчизняний «отечественный», дорожній «дорожный», сусідський «соседский»).

При образовании глаголов от имён часто используются суффиксы -i-, -и-, -а-, -ува-, -ну-: бiлiти «белеть», перчити «перчить», обiдати «обедать», столярувати «столярничать», слiпнути «слепнуть». При образовании глаголов от заимствований при помощи суффикса -ува-, как правило, опускается суффикс -ир-: проектувати «проектировать», ігнорувати «игнорировать», контролювати «контролировать», регулювати «регулировать». От глагольных основ глаголы образуются с использованием таких продуктивных суффиксов, как, например, -ува- и -ну- : перечитати «перечитать» → перечитувати «перечитывать», пiдтримати «поддержать» → пiдтримувати «поддерживать», лизати «лизать» → лизнути «лизнуть», грюкати «стукать» → грюкнути «стукнуть». Кроме этого, при помощи суффиксов глаголы могут быть образованы от местоимений (я «я» → якати «якать»), от частиц (ну «ну» → нукати «нукать»), от междометий (ой «ой» → ойкати «ойкать»).

### Префиксация
Большинство префиксов в украинском имеет древнерусское происхождение — они являются общими для всех восточнославянских языков. К ним относятся, в частности, префиксы
без-, вiд- (из древнерус. отъ), до-, за-, на-, об-, над-, по-, пра-, при-, про- и другие: безвиразність «невыразительность», відсоток «процент», довіра «доверие», задавати «задавать», набіг «набег», обговорити «обсудить», надзвичайний «чрезвычайный», попросити «попросить», правнучка «правнучка», приморський «приморский», продати «продать». От древнерусского периода в украинском унаследованы также приставки из церковнославянского языка: воз- (возз’єднання «воссоединение»).
В ряде случаев при образовании мотивированных слов в их состав может быть включено последовательно несколько префиксов: нерозповсюдження «нераспространение».
Широко используются в словообразовании украинского языка интернациональные префиксы, главным образом, греческого и латинского происхождения: а-, анти-, архi-, вiце-, гідро-, гіпер, де-, дис-, екс-, екстра-, iнтер-, контр-, макро-, нео-, пара-, прото-, ре-, суб-, супер-, теле-, ультра- (алогічний «алогичный», антирадянський «антисоветский», архiреакцiйний «архиреакционный», віцекоролівство «вице-королевство», гідроелектростанція «гидроэлектростанция», гіперзвуковий «гиперзвуковой», депопуляція «депопуляция», дискомфортний «дискомфортный», екстериторіальний «экстерриториальный», екстраординарний «экстраординарный», інтерполяційний «интерполяционный», контрнаступ «контратака», макросім’я «макросемья», неокласичний «неоклассический», паранормальний «паранормальный», протозоря «протозвезда», рекультивувати «рекультивировать», субтропічний «субтропический», супердержава «супердержава», телебачення «телевидение», ультрашвидкий «ультрабыстрый»).
У некоторых приставок в украинском языке имеется ряд фонетических вариантов. Например, з-, зi-, зо-, iз-, iзi-, -с, -iс: зробити «сделать», зiбрати «собрать», зомлiти «сомлеть», iзнизу «снизу», стиснути «сжать», iспит
«экзамен»; в-, у-, вi-, ввi-, увi-: внести/унести «внести», вiвторок «вторник», ввiйти/увiйти «войти».
От субстантивных основ имена существительные образуются при помощи ограниченного числа префиксов. К таким префиксам относят пра- (прадiд «прадед»), па- (паросток «побег»), су- (сутiнки «сумерки»).
Имена прилагательные образуются при помощи таких продуктивных префиксов, как за-, при-, без-, пре-, перед-, анти-: зарiчний «заречный», принагiдний «случайный», безталанний «бесталанный, несчастный», предобрий «предобрый», передсвятковий «предпраздничный», антивоєнний «антивоенный».
В сравнении со словообразованием имён префиксальное словообразование глаголов распространено значительно шире. Глаголы образуются от глагольных основ при помощи таких приставок, как в- (вi-) / у (увi-) — входити, вiйти, увiйти, убiгти, ви- — вистрибнути, вiд- (вiдi-) / од- (одi-) — вiдлiтати «отлетать», вiдiрвати, одкусити, одiрвати, до-/дi- — добiгти, дiйти, за- — закричати, з- (iз-, iзi-, зо-) / -с (-iс) — зробити «сделать», iзранити, зiбгати «скомкать», зотлiти, скосити, iстрясти, на- — накрити, над-/надi- — надлити, надiбрати, о- / об- (обi-) — огорнути, окатати, обiпертися, пере- — переїхати, перед- — передплатити, пiд- (пiдi-) — пiднести, пiдiперти, по- (пi-) — поїхати, їсти «есть» → поїсти «поесть», знати «знать» → пiзнати «узнать», при- — притулити, про- — прочути, читати «читать» → прочитати «прочитать», роз-/розi- — розгнiвити, розiгнати. Характерной чертой префиксального словообразования, выделяющей украинский язык среди остальных славянских языков, является, в частности, словопроизводство глаголов с помощью удвоенной приставки по-: попоходити «походить (долго)», попосидiти «посидеть (долго)», попоїсти «поесть (вдоволь)» и т. п. Словообразовательным значением слов такого типа является выражение временной протяжённости производимого действия.

### Префиксально-суффиксальный способ
Префиксально-суффиксальным способом образуются имена существительные от именных основ: надбрiв’я «надбровье», безмежжя «бескрайность», подвiр’я «подворье, двор», Закарпаття Закарпатье.

## Словосложение
При словосложении (в том числе в сочетании с суффиксацией) в украинском языке часто используются интерфиксы -о- и -е-, характерные для всех остальных славянских языков: газопровiд «газопровод», мовознавство «языкознание», зорекрилий «звёздокрылый», великовантажний «большегрузный», чорнобривий «чернобровый».

## Конверсия
В современном украинском языке словообразование способом конверсии используется всё более активней. Самым распространённым типом конверсии при этом является субстантивация, главным образом переход в разряд имён существительных  имён прилагательных. Формантом при субстантивации является система флексий мотивированного слова (имени существительного), которая составляет часть системы флексий имени прилагательного только одного из трёх родов иди только множественного числа: вчений «учёный», будiвничий «строитель», черговий «дежурный», мостова «мостовая», пропускна «пропускная»; минуле «прошлое», майбутнє «будущее».

## Аббревиация
В украинском языке используются буквенные аббревиатуры: вуз «вуз».